# Emmanuel Karagiannis
Emmanuel Karagiannis (Maasmechelen, 22 novembre 1966) è un ex calciatore belga, di ruolo centrocampista.

## Palmarès

### Club

#### Competizioni nazionali
- Campionato belga di seconda divisione: 1

RFC Sérésien: 1992-1993
- Supercoppa del Belgio: 1

Anderlecht: 1995